# 无形杀
《无形杀》（英語：Invisible Killer）是一部2009年在中国大陆上映的爱情片，导演王竞，主演印小天、冯波、李易祥、汤嬿。

## 剧情
该片讲述海岛刑警队长“程涛”和“高飞”、“林燕”之间的感情纠结。

## 演出
- 印小天 出演 高飞
- 汤嬿 出演 林燕
- 李易祥 出演 程涛
- 冯波 出演 张瑶

## 制作
该片涉及到“人肉搜索”的话题。
该片在浙江省定海县开机。
由于该片里有“激情戏”戏份，导致被观众抨击是“色情片”。

## 奖项
| 年份 | 奖项                 | 奖项细分         | 是否得奖 | 备注 |
| ---- | -------------------- | ---------------- | -------- | ---- |
| 2009 | 第一届澳门国际电影节 | 金莲花奖最佳编剧 | 提名     |      |